# Jorge Zaragoza
Jorge Anacleto Zaragoza Martínez, detto La Flecha (Delicias, 26 aprile 1947 – 22 febbraio 2022), è stato un cestista messicano.

## Carriera
Con il Messico ha disputato i Giochi panamericani di Città del Messico 1975.